# Gymnothorax johnsoni
Gymnothorax johnsoni är en fiskart som först beskrevs av Smith 1962.  Gymnothorax johnsoni ingår i släktet Gymnothorax och familjen Muraenidae. Inga underarter finns listade i Catalogue of Life.